# Rivarolo Canavese
Pour les articles homonymes, voir Canavese.
Rivarolo Canavese (en français Rivarol-en-Canavais) est une commune italienne de la ville métropolitaine de Turin, dans la région Piémont.

## Administration
| Période                                  | Période | Identité        | Étiquette | Qualité |
| ---------------------------------------- | ------- | --------------- | --------- | ------- |
|                                          |         | Fabrizio Bertot |           |         |
| Les données manquantes sont à compléter. |         |                 |           |         |

### Hameaux
Vesignano, Pasquaro, Argentera.

### Communes limitrophes
Castellamonte, Salassa, Ozegna, Favria, Ciconio, Lusigliè, Feletto, Oglianico, Bosconero, Rivarossa, Lombardore.

### Jumelages
- Sunchales (Argentine).